# Herennia
Herennia es un género de arañas araneomorfas de la familia Nephilidae. Se encuentra en Asia y en Oceanía.

## Lista de especies
Según The World Spider Catalog 12.0:
- Herennia agnarssoni Kuntner, 2005 — Islas Salomón
- Herennia deelemanae Kuntner, 2005 — Borneo
- Herennia etruscilla Kuntner, 2005 — Java
- Herennia gagamba Kuntner, 2005 — Filipinas
- Herennia jernej Kuntner, 2005 — Sumatra
- Herennia milleri Kuntner, 2005 — Nueva Guinea, New Bretaña
- Herennia multipuncta (Doleschall, 1859) — India a China, Borneo, Sulawesi
- Herennia oz Kuntner, 2005 — Northern Territory
- Herennia papuana Thorell, 1881 — Nueva Guinea
- Herennia sonja Kuntner, 2005 — Kalimantan, Sulawesi
- Herennia tone Kuntner, 2005 — Filipinas